# Đồng bằng

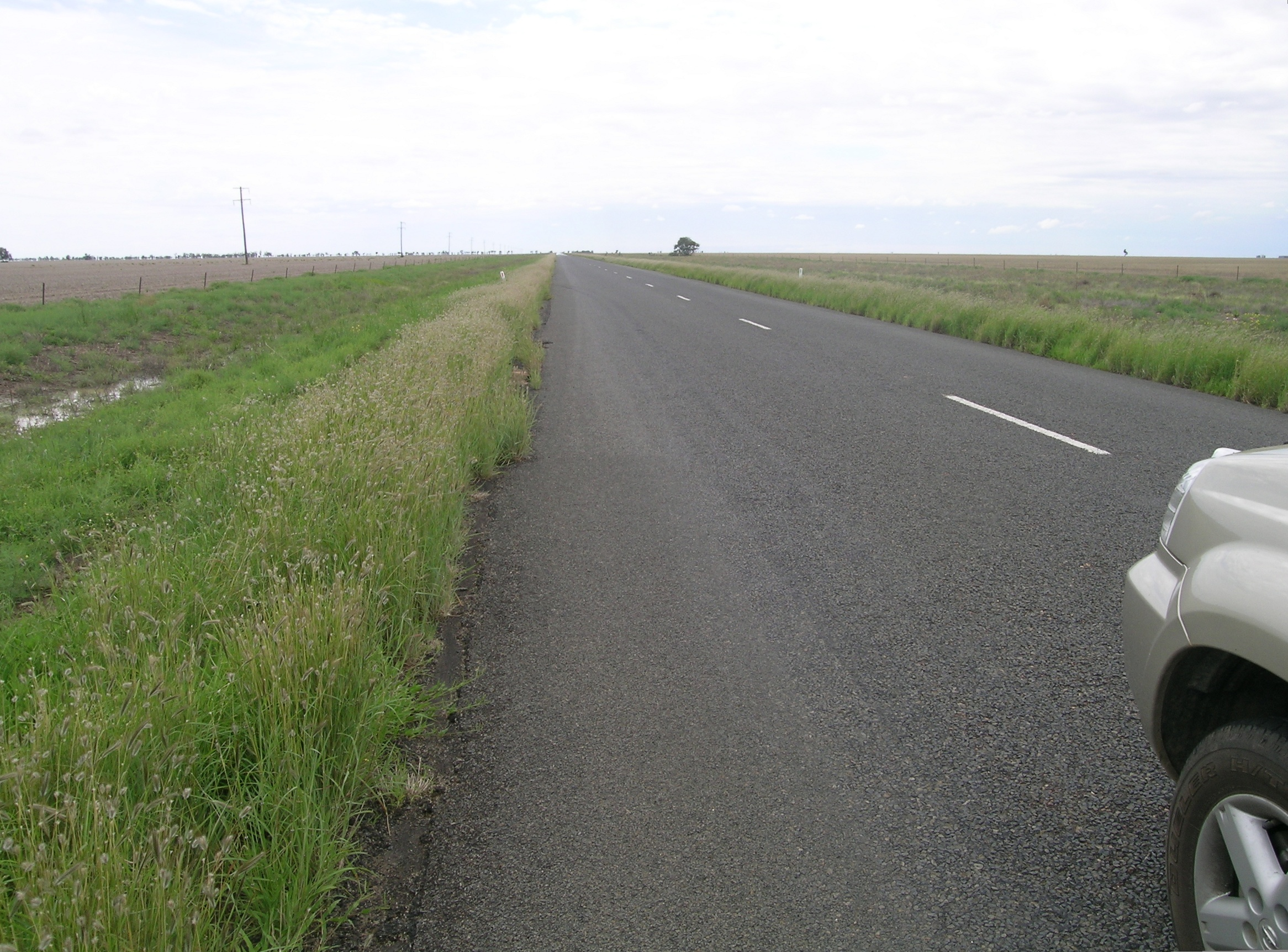
Vùng đồng bằng ở New South Wales, Úc.

Trong địa lý học, một vùng đồng bằng (chữ Nôm: 垌平) hay bình nguyên (chữ Hán: 平原) là một vùng đất đai rộng lớn với địa hình tương đối thấp — nghĩa là nó tương đối bằng phẳng, với độ cao so với mực nước biển không quá 500 m và độ dốc không quá 5°. Khi độ cao không quá 200 m, người ta gọi nó là đồng bằng thấp, còn khi độ cao từ 200 m tới 500 m, gọi là đồng bằng cao. Các dạng đồng cỏ Bắc Mỹ và đồng cỏ châu Âu là các kiểu đồng bằng, và nguyên mẫu cho đồng bằng thường được coi là các đồng cỏ, nhưng các vùng đồng bằng trong trạng thái tự nhiên của chúng có thể được che phủ bằng các dạng cây bụi, đồng rừng hay rừng, hoặc thảm thực vật có thể thiếu vắng trong trường hợp các đồng bằng cát hay đá tại các sa mạc. Các kiểu vùng đất bằng khác mà thuật ngữ đồng bằng nói chung không hay ít được áp dụng là những vùng bị che phủ hoàn toàn và vĩnh cửu như các đầm lầy, các vùng đất trũng lòng chảo (playa) hay các dải băng.
Các đồng bằng đôi khi xuất hiện như là các vùng đất thấp ở vùng đáy các thung lũng nhưng cũng có trên các cao nguyên ở độ cao khá lớn. Chúng có thể được hình thành từ dung nham chảy xuống, trầm lắng bởi nước (suối, sông hay biển), băng và gió, hay bởi xói mòn dưới các tác động của các yếu tố này từ các sườn đồi, núi.
Các vùng đồng bằng tại nhiều khu vực là quan trọng cho phát triển nông nghiệp, do khi đất được bồi tích như là các trầm tích thì độ sâu của nó có thể khá lớn và độ màu mỡ là khá cao, cũng như độ bằng phẳng cao thuận lợi cho quá trình cơ giới hóa sản xuất; cũng như tại các đồng bằng có thể có các đồng cỏ cung cấp thức ăn cho gia súc. 

## Đặc trưng
Các đặc trưng của đồng bằng:
- Độ cao: Không lớn
  - ≤200 m: đồng bằng thấp
  - ≤500 m: đồng bằng cao
- Độ dốc: ≤5°

## Các kiểu đồng bằng

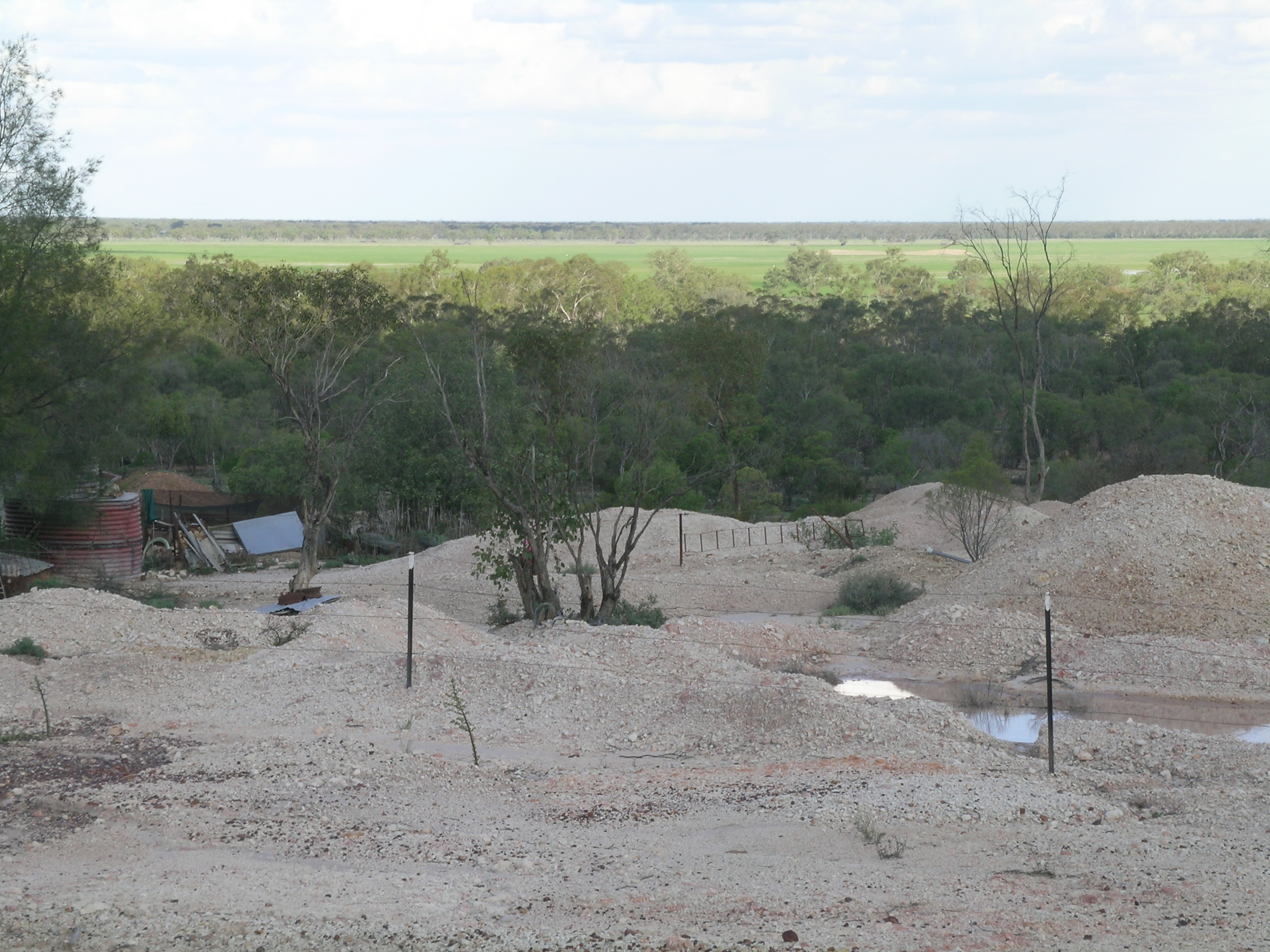
Một phần của vùng đồng bằng ở khu vực Lightning Ridge, New South Wales, Úc.

Theo hình thái, người ta phân chia đồng bằng thành bốn loại:
- Đồng bằng nằm ngang
- Đồng bằng nghiêng
- Đồng bằng trũng
- Đồng bằng nhô cao

Theo địa hình, người ta phân chia đồng bằng thành:
- Đồng bằng bằng phẳng
- Đồng bằng lượn sóng
- Đồng bằng đồi
- Đồng bằng gò đồi

Theo nguồn gốc, người ta phân chia đồng bằng thành:
- Đồng bằng cấu trúc: theo cấu tạo địa chất
- Đồng bằng bóc mòn, bào mòn
- Đồng bằng trầm tích

### Một vài loại
- Đồng bằng sét tảng lăn, kiểu đồng bằng hình thành từ sét tảng lăn sông băng khi các dải băng bị tách rời khỏi dòng chính của sông băng và tan chảy tại chỗ để trầm lắng các trầm tích nó mang theo.
- Đồng bằng trầm tích sông được hình thành bởi các con sông hay suối, và nó có thể là một trong các kiểu sau:
  - Bãi bồi, vùng cận kề sông, suối, hồ hay vùng đất ướt phải trải qua ngập lụt có chu kỳ hay đôi khi xảy ra.
  - Đồng bằng bồi tích, hình thành trong một thời gian dài bởi các con sông trầm lắng trầm tích trên vùng bãi bồi ngập lụt hay đáy của nó thành đất phù sa. Khác biệt giữa bãi bồi và đồng bằng bồi tích ở chỗ các bãi bồi là các khu vực trải qua ngập lụt có chu kỳ hay đôi khi trong thời gian gần đây hay hiện tại trong khi đồng bằng bồi tích bao gồm các khu vực trong đó bãi bồi là hiện nay hoặc trong quá khứ hay các khu vực chỉ chịu ngập lụt một vài lần trong mỗi thế kỷ.
- Đồng bằng duyên hải, vùng đất thấp và cận kề bờ biển; thuật ngữ này được đặc biệt sử dụng khi nó tương phản với vùng đồi, núi hay cao nguyên ở xa hơn trong đất liền.
- Đồng bằng đáy hồ, kiểu đồng bằng hình thành từ môi trường hồ, nghĩa là nó là đáy hồ bị cạn kiệt nước.
- Đồng bằng dung nham, hình thành từ các dải hay các luồng dung nham.

## Các kiểu đồng bằng khác
Thuật ngữ cũng được sử dụng cho các khu vực bằng phẳng dưới đáy biển hay các vùng bằng phẳng trên Mặt Trăng và các hành tinh khác. 
- Đồng bằng biển thẳm, vùng bằng phẳng hay có độ dốc thấp trên đáy biển sâu.
- Đồng bằng trũng biển rìa, vùng bằng phẳng hay có độ dốc thấp trên đáy biển rìa.
- Đồng bằng thềm lục địa, vùng bằng phẳng hay có độ dốc thấp trên thềm lục địa.